# Sanjaya

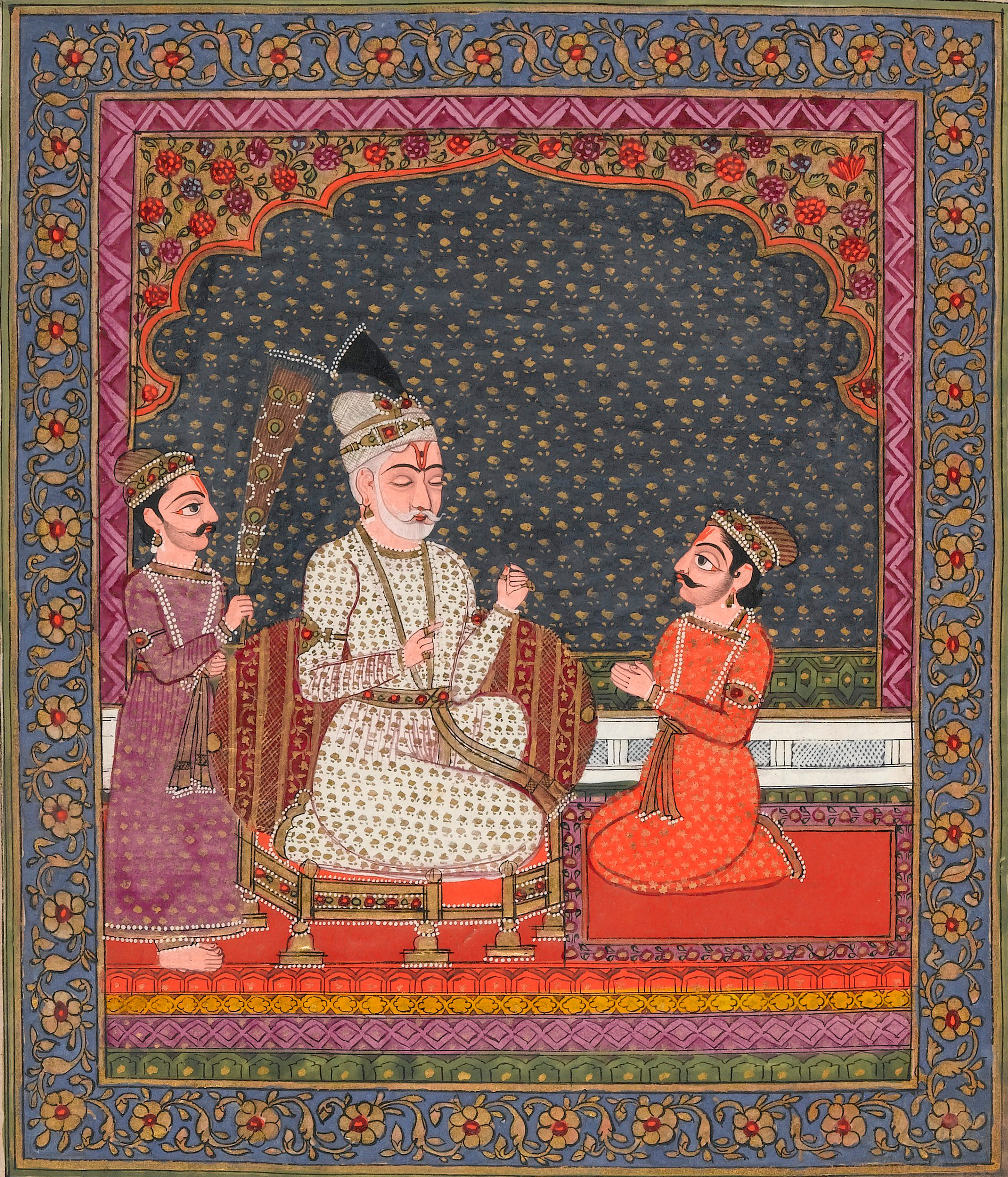
Dritharashtra och Sanjaya.

Sanjaya var i det indiska eposet Mahabharata vagnskusk åt den blinde kung Dritharashtra, kung av Hastinapur.